# 이철상
이철상(1967년 10월 29일~)은 학생운동가 출신의 대한민국의 기업인이다.
대전광역시에서 태어나 김천고등학교와 서울대학교 경제학과를 졸업했다. 서울대학교 총학생회장이던 1991년에 전대협 5기 의장 대행을 맡았고, 1997년에 삼성전자의 하청업체로 VK 모바일을 설립해 경영계에 투신한다. 이후 2000년 코스닥 상장, 2001년 저가 휴대전화 생산, 2005년 《3억 불 수출탑》수상 등의 실적을 기록해 “386세대의 성공사례”로 인구에 회자되었으나, VK 모바일이 무리한 해외 투자와 환율상승으로 인해 2006년 7월에 최종 부도처리되면서 경영 일선에서 물러났다.
전대협 의장 출신답게 정치에도 뜻이 있어서 2000년의 새천년민주당 창당준비위원으로 참여했으나 끝내 국회의원의 꿈을 이루지 못했다.
2010년, 그는 민간 경제연구소의 소장이 되어 신개념 스마트폰을 개발 중이라고 밝혔다.
현재는 JJ모터스의 대표이사로 있다.